# 広瀬美紀子
広瀬 美紀子（ひろせ みきこ）は、日本のピアニストである。ピアノ教育家であり、八王子音楽院院長を務める。

## 略歴
東京芸術大学器楽科卒。同大学院ピアノ科修了。
1981年デビューリサイタル以来、交響楽団との協演、室内楽、伴奏及びソロで全国各地のコンサートや音楽祭に多数出演。
1990年～1991年の間、渡仏。その間にナント市、ベル・トウ市、ル・マン市のコンサートに出演。
PTNAコンペティション審査員及びステップアドバイザー。日本クラシック音楽コンクール他、各種コンクールの審査員。全日本ピアノ指導者協会正会員。日本ピアノ教育連盟会員。日本音楽舞踊会議、日本ヴィラ＝ロボス協会会員。
現在は山梨県立大学講師、八王子音楽院院長。'05年自身3枚目CD「砂の器Ⅱ」、'08年4枚目CD「ソロピアノで奏でるピアソラ集」、'09年「ヴィラ＝ロボス作品集Ⅰ」をリリース。